# Eremostachys
Eremostachys là một chi thực vật có hoa trong họ Hoa môi (Lamiaceae).

## Loài
Chi Eremostachys gồm các loài: